# Biała (gromada w powiecie kutnowskim)
Biała – dawna gromada, czyli najmniejsza jednostka podziału terytorialnego Polskiej Rzeczypospolitej Ludowej w latach 1954-1972.
Gromady, z gromadzkimi radami narodowymi (GRN) jako organami władzy najniższego stopnia na wsi, funkcjonowały od reformy reorganizującej administrację wiejską przeprowadzonej jesienią 1954 do momentu ich zniesienia z dniem 1 stycznia 1973, tym samym wypierając organizację gminną w latach 1954-1972.
Gromadę Biała siedzibą GRN w Białej utworzono 31 grudnia 1961 w powiecie kutnowskim w woj. łódzkim z obszarów zniesionych gromad Kruki i Śleszyn.
Gromada przetrwała do końca 1972 roku, czyli do kolejnej reformy gminnej.